# Лифляндка (Саратовская область)
Лифляндка — исчезнувшее село в Краснокутском районе Саратовской области.
Село находилось в степи, при небольшом пруде, примерно в 16 км западнее города Красный Кут.

## История
Переселенческая деревня Лифляндка упоминается в Списке населённых мест Самарской губернии, по сведениям за 1889 года. Согласно Списку деревня относилась к Краснокутской волости Новоузенского уезда. Деревню населяли эсты, лютеране и православные. 
Согласно Списку населённых мест Самарской губернии 1910 года деревню населяли государственные крестьяне, преимущественно эстонцы, лютеране и православные, 84 мужчины и 96 женщин, в деревне имелись лютеранская церковь, школа, ветряная мельница. Надел составлял 885 десятин удобной и 110 десятин неудобной земли
После образования АССР немцев Поволжья село Эстонка относилось к Краснокутскому кантону. Согласно переписи населения 1926 года в селе проживал 107 жителей, в т.ч. 8 немцев. 
28 августа 1941 года был издан Указ Президиума ВС СССР о переселении немцев, проживающих в районах Поволжья. В связи с депортацией немецкого населения Республики село, как и другие населённые пункты Краснокутского кантона, было включено в состав Саратовской области.

## Население
Динамика численности населения
| Годы      | 1889 | 1897 | 1910 | 1926. |
| --------- | ---- | ---- | ---- | ----- |
| Население | 157  | 150  | 180  | 107   |